# أرومة النواء
أرومة النواء (بالإنجليزية: Megakaryoblast)‏
ارومة النواء: أرومة النواء هي خلايا مقدمة ل سليفة النواء، الذي يصبح بدوره النواء خلال haematopoiesis .

## الاصل
تنشأ أرومة النواء من مستعمرات من الخلايا الجذعية المكونة للدم.

## البناء
هذه الخلايا تميل إلى تتراوح بين 8μm إلى 30μm، وذلك بسبب التباين في حجم أرومة النواء، وهي نواة ما بين ثلاثة إلى خمسة أضعاف حجم السيتوبلازم، وعموماً تكون مستديرة أو بيضاوية الشكل.
في حين أن الالوان تختلف من خلية إلى أخرى، ويتراوح وزنها بين الغرامة إلى ثقيلة وكثيفة، السيتوبلازم هو مستقعد عموما والبقع الزرقاء تكون في الخلايا الصغيرة إلا أنها لا تحتوي على حبيبات، ولكن قد تحتوي ارومة النواء أكبر الحبيبات.